# Conocliniopsis
Conocliniopsis, rod glavočika iz tribisa Eupatorieae. Jedina vrstsa je 	C. grossedentata

## Opis
Conocliniopsis uključuje jednu vrstu koja raste od Kolumbije i Venezuele do Brazila. Ima sličnosti s Barrosoom i Bejaranoom, a na temelju podataka o DNK sekvencama iz ITS regije koji pokazuju da ima brojne polimorfizme, može se pretpostaviti da je hibridnog podrijetla od ovih vrsta.

## Sinonimi
- Conocliniopsis prasiifolia (DC.) R.M.King & H.Rob.; Phytologia 23: 308 (1972)
- Conoclinium prasiifolium DC.; Prodr. [A. DC.] 5: 135 (1836)
- Eupatorium ballotifolium var. caucense B.L.Rob.; Proc. Amer. Acad. Arts 54: 238 (1918)
- Eupatorium grossedentatum Mart. ex Colla; Herb. Pedem. 3: 284 (1834)
- Eupatorium nepetoides Lindl. ex Baker; Fl. Bras. 6(2): 360 (1876), nom. nud.